# Sony DT 16-50mm f/2,8 SSM

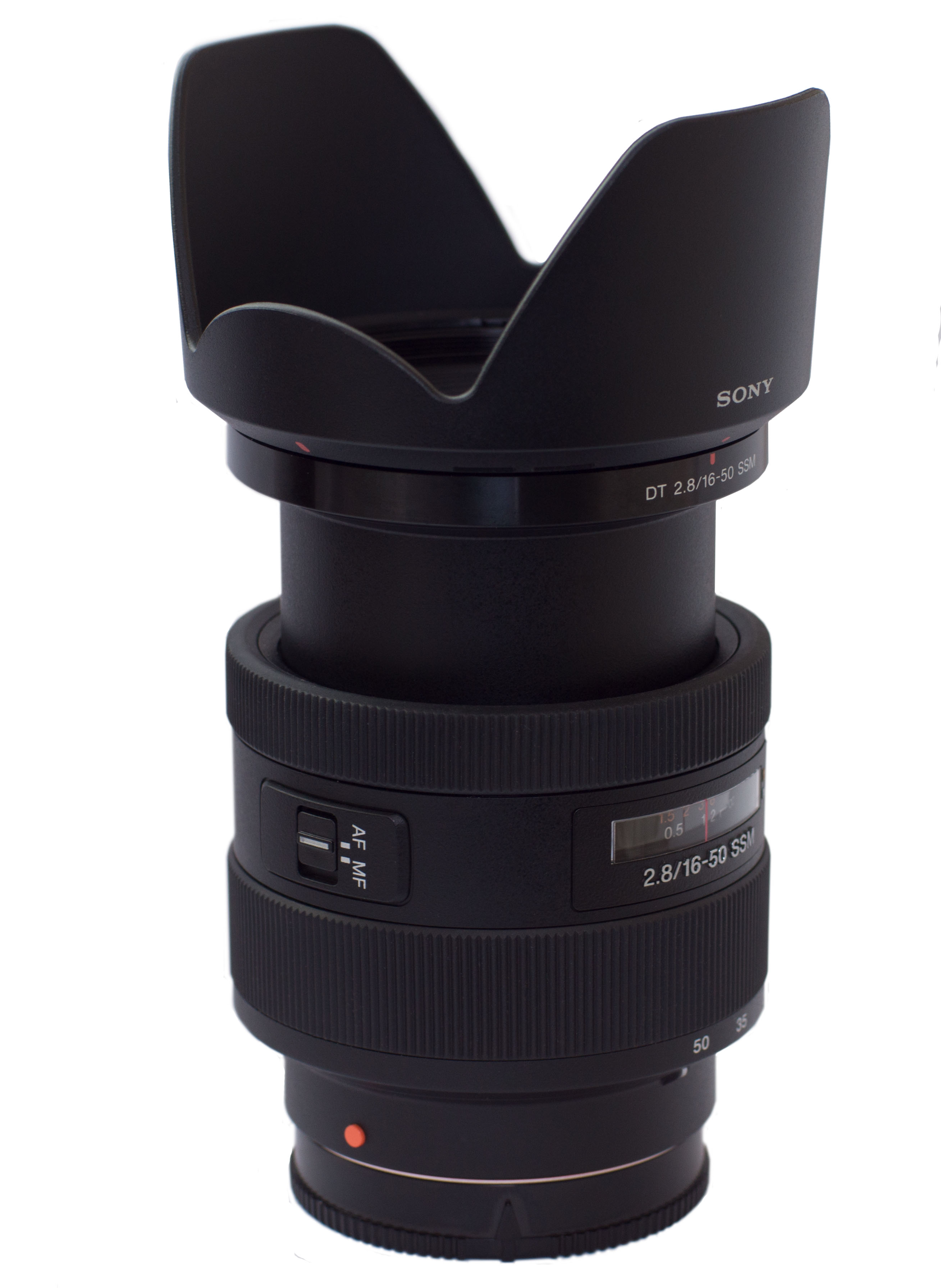
Sony 16-50mm f/2.8 przy ogniskowej 50mm z osłoną przeciwsłoneczną

Sony DT 16-50mm f/2,8 SSM to produkowany przez Sony obiektyw zmiennoogniskowy. Zaprezentowany został wraz z lustrzanką Sony α77 i był sprzedawany w zestawie SLT-A77Q (dla aparatu z GPS: SLT-A77VQ) jako obiektyw podstawowy. Przy powiększeniu 1,5x ekwiwalent długości ogniskowej wynosi 24–74mm będąc odpowiednikiem standardowego zmiennoogniskowego obiektywu pełnoklatkowego.
Jest to pierwszy obiektyw sprzedawany w zestawie z korpusem Sony, posiadający pełne uszczelnienie chroniące przed kurzem i wilgocią. Obiektyw ten jako pierwszy z grupy DT (obiektywów Sony pod matryce APS-C) został wyposażony w silnik ultradźwiękowy Super Sonic wave Motor (SSM) pozwalający na ciche ustawianie ostrości oraz ręczne przeostrzanie bez przełączania na tryb manualnego ustawiania ostrości. Obiektyw dodatkowo posiada parafokalną konstrukcję oraz pierścień ustawiania ogniskowej o kącie obrotu aż 120° dzięki czemu lepiej znajduje zastosowanie w filmowaniu niż alternatywne konstrukcje.
Obiektyw standardowo wyposażony jest w osłonę przeciwsłoneczną ALC-SH117, przednią przykrywkę obiektywu o średnicy 72mm ALC-F72S, oraz tylną przykrywkę obiektywu ALC-R55.